# 꽃님이
"꽃님이"(Florence)는 한국에서 제작된 정동락 감독의 2010년 드라마 영화이다. 황정민 등이 주연으로 출연하였다.

## 출연

### 주연
- 황정민
- 최명경

### 조연
- 한나

## 기타
- 프로듀서: 이승표
- 조명: 유재규
- 조감독: 인형민
- 녹음: 박현조
- 믹싱: 송수덕
- 미술: 심이나
- 음향부문: 석근혜
- 음향부문: 박성용
- 음향부문: 박미성